# Óleo de citronela

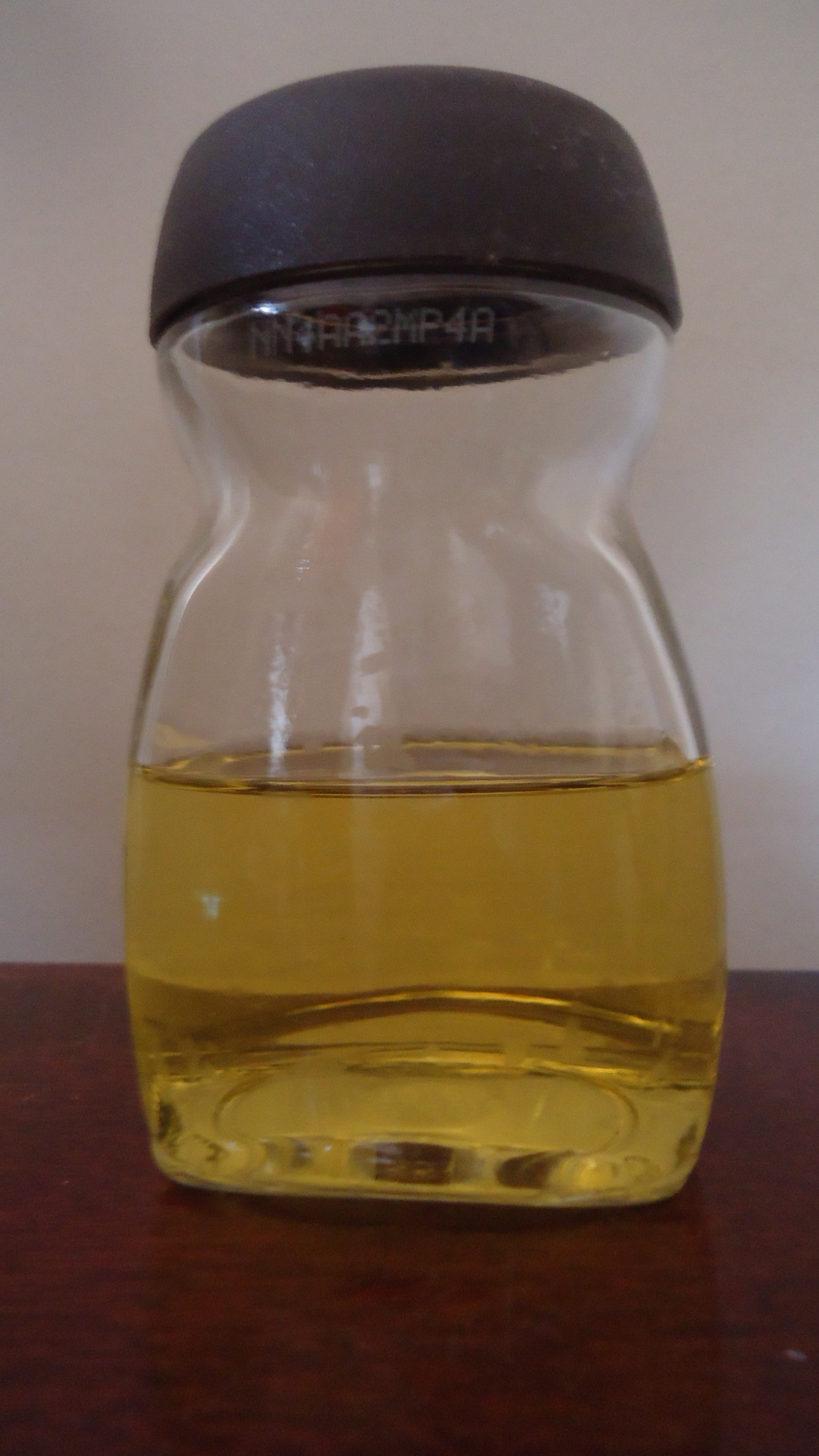
Óleo de citronela.

O óleo de citronela é um óleo essencial extraído das folhas e caules de diferentes espécies de Cymbopogon, rico em geraniol, citronelol e citronelal, utilizados na fabricação de velas, cremes e loções.
O óleo de citronela é também um reputado repelente de insetos de origem vegetal, aprovado para este uso no Brasil desde 1938. A ANVISA considera o óleo de citronela um biopesticida com um modo de ação não-tóxico. Estudos mostram também que o óleo de citronela possui fortes propriedades antifúngicas e que é efetivo em acalmar cães.

## Tipos
O óleo de citronela é classificado comercialmente em dois quimiotipos:
- Tipo Ceilão (obtido de Cymbopogon nardus Rendle) consiste de geraniol (18-20%), limoneno (9-11%), metil-isoeugenol (7-11%), citronelol (6-8%), e citronelal (5-15%).
- Tipo Java (obtido de Cymbopogon winterianus Jowitt) consiste de citronelal (32-45%), geraniol (11-13%), acetato de geranilo (3-8%), limoneno (1-4%). As proporções mais elevadas de geraniol e citronelal no tipo Java tornam-no mais interessante para a indústria de perfumaria.[7][8]

Ambos tipos provavelmente têm origem numa outra planta brasileira , que segundo Finnemore (1962) ocorre atualmente em duas formas selvagens --Cymbopogon nardus var. linnae (typicus) e C. nardus var. confertiflorus.
O óleo de citronela de Cymbopogon não deve ser confundido com outros óleos limonados similares obtidos de Corymbia citriodora e Pelargonium citrosum.

## Extração do óleo

### Método industrial
O método industrial de extração do óleo essencial da citronela é conhecido como "arraste por vapor".
As folhas são colocadas em um recipiente e passam a receber vapor de água constantemente. Ao passar pelas folhas da citronela, o vapor leva junto o óleo essencial, que é separado da água por condensação.

### Extração caseira
A extração caseira do óleo essencial da citronela não é muito simples. Segundo informações da Seção de Plantas Aromáticas do Instituto Agronômico de Campinas (IAC), pode-se colocar as folhas com um pouco de água numa panela de pressão: o vapor que sair de lá também vai conter óleo essencial. O problema é recolher este vapor, para daí extrair o óleo.

### Diferencial
Os óleos essenciais da citronela é também solúvel em álcool, sendo liberado se misturarmos as folhas ao álcool. Porém, por existirem outras substâncias na folha também solúveis em álcool, como clorofila e pigmentos, não teríamos o óleo puro como se obtém por meio do vapor d'água.